# Athalarich
Athalarich (516 – 2. října 534) byl král ostrogótské říše v Itálii v letech 526–534. Pocházel z amalské dynastie, jeho děda byl Theodorich Veliký, otec římský konzul Eutharich (latinsky Flavius Eutharicus Cillica) a matka Theodorichova dcera Amalaswintha.
Po smrti Thedoricha se římská šlechta znepokojovala následnictvím ve vládě ostrogótské říše. Athalarichovi bylo pravděpodobně 8 let a římští šlechtici měli obavy z nezletilosti následníka, který by nedokázal vést armádu či hájit zájmy Itálie. Navzdory této krizi se v roce 526 Athalarich stal novým ostrogótským králem. V době jeho nezletilosti se regentem říše stala jeho matka Amalasuntha, která se mu snažila poskytnout římské vznešené vzdělání, ale Ostrogóti byli údajně nešťastni, že mladý král na popud své matky přijímá zženštilé chování v římském stylu a nedostává se mu vojenského výcviku. Amalaswintha se během regentství stavěla proti nacionalistické frakci Ostrogótů a snažila se udržovat přátelské vztahy s byzantským císařem Justiniánem I. což se této frakci nelíbilo a snažili se mladého krále přiklonit na svou stranu. V důsledku této situace Athalarich propadl alkoholu a údajně vedl zpustlý život, který vedl k jeho předčasné smrti. Zemřel přirozenou smrtí 2. října 534. Nástupce Athalaricha se stal Theodahad, kterého si Amalasuntha po smrti syna zvolila za svého spoluvládce. Theodahad byl synovcem Theodoricha Velikého.